# Zastal 14K
14K — typ krytych wagonów towarowych produkowanych w latach 1955–1956 przez fabrykę Zastal w Zielonej Górze.

## Konstrukcja
Konstrukcja wagonu opracowana została przez CBK PTK w 1954 roku jako rozwinięcie rozwiązań stosowanych w rodzinie wagonów 75W, dla dostosowania go do wymagań międzynarodowych. Wstępnie dla projektu nowego wagonu przydzielono symbol 75W/14.

### Zmiany w stosunku do poprzednika
W stosunku do wagonu 75W zmniejszono rozstaw osi o 300 mm, zastosowano znormalizowane resory ośmiopiórowe, a ich zawieszenie oparto na podwójnych ogniwach. Wprowadzono także nowy typ koziołków resorowych. Wagony wyposażono w zunifikowane (zgodnie z zaleceniami UIC) zestawy kołowe na łożyskach ślizgowych, z czopami o średnicy 140 mm, długości 250 mm i rozstawie środków czopów 2000 mm; zamontowano także nowy typ maźnic. Istotną innowacją było także oszalowanie ścian pudła wykonane z płyt pilśniowych. Z tego samego materiału wykonane zostało także pokrycie dachu, zabezpieczone dodatkowo ocynkowaną blachą stalową. Zmienione zostały również miejsca usytuowania otworów wentylacyjnych w ścianach bocznych.
Wagony 14K wyposażano w zastawy zbożowe w otworach drzwi.

### Zmiany w czasie produkcji
W późniejszym okresie większość egzemplarzy wyposażano w zestawy kołowe na łożyskach tocznych, oszalowanie ścian z desek, a w pojedynczych wagonach zabudowany został system hamulcowy Oerlikona.

## Eksploatacja
Wagony typu 14K wycofano z eksploatacji Polskich Kolei Państwowych w latach 80. Łącznie wyprodukowano około 300 wagonów tego typu.